# Silver Airways
Silver Airways Corp., gegründet als Gulfstream International Airlines, ist eine US-amerikanische Fluggesellschaft mit Sitz in Fort Lauderdale, Florida. Hauptgesellschafter ist Versa Capital Management, eine Investmentgesellschaft aus Chicago. Sie bedient mit Linien- und Charterflügen Ziele im Südosten der Vereinigten Staaten, auf den Bahamas sowie der Karibik.

## Geschichte

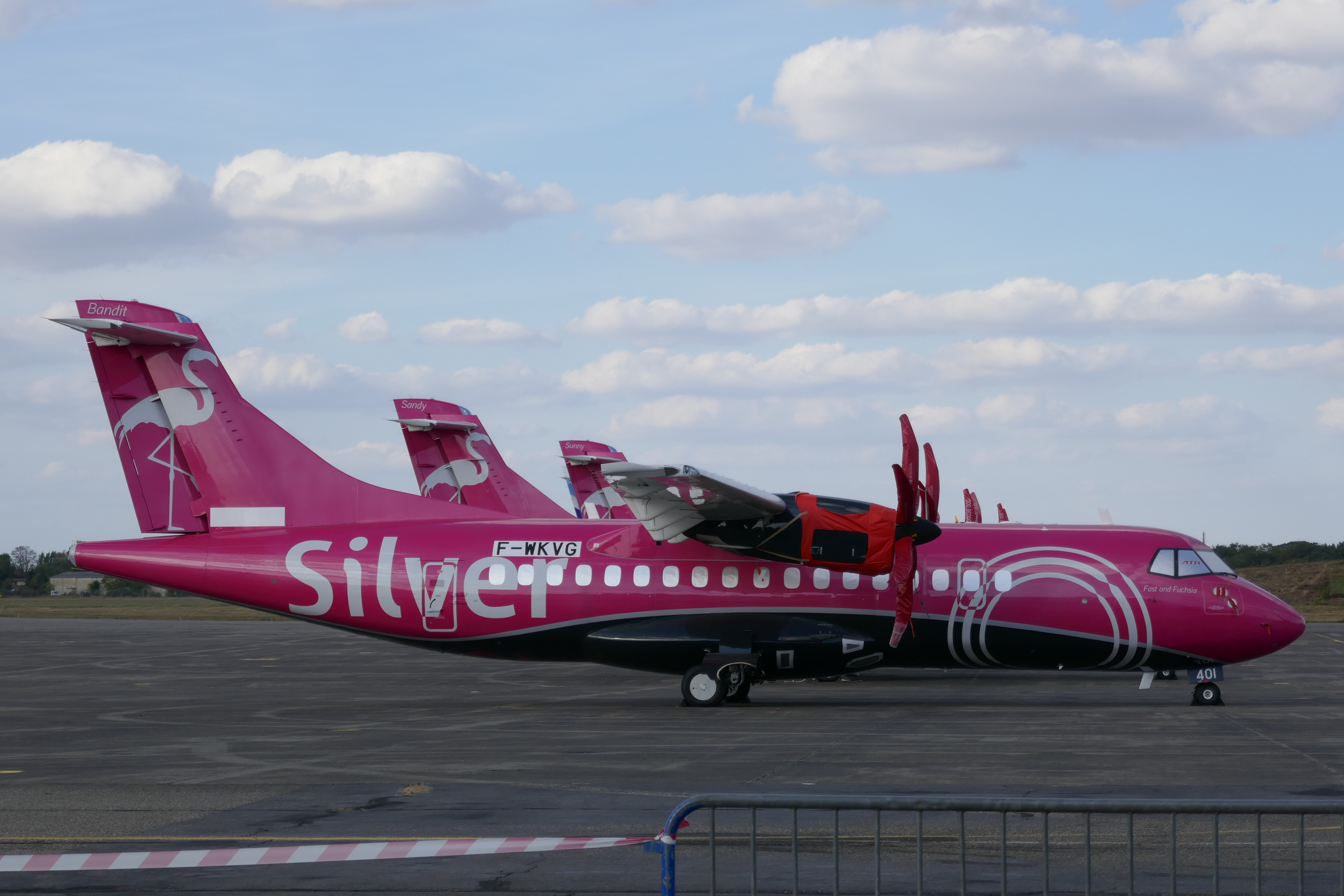
Drei werksneue ATR 42-600 der Silver Airways

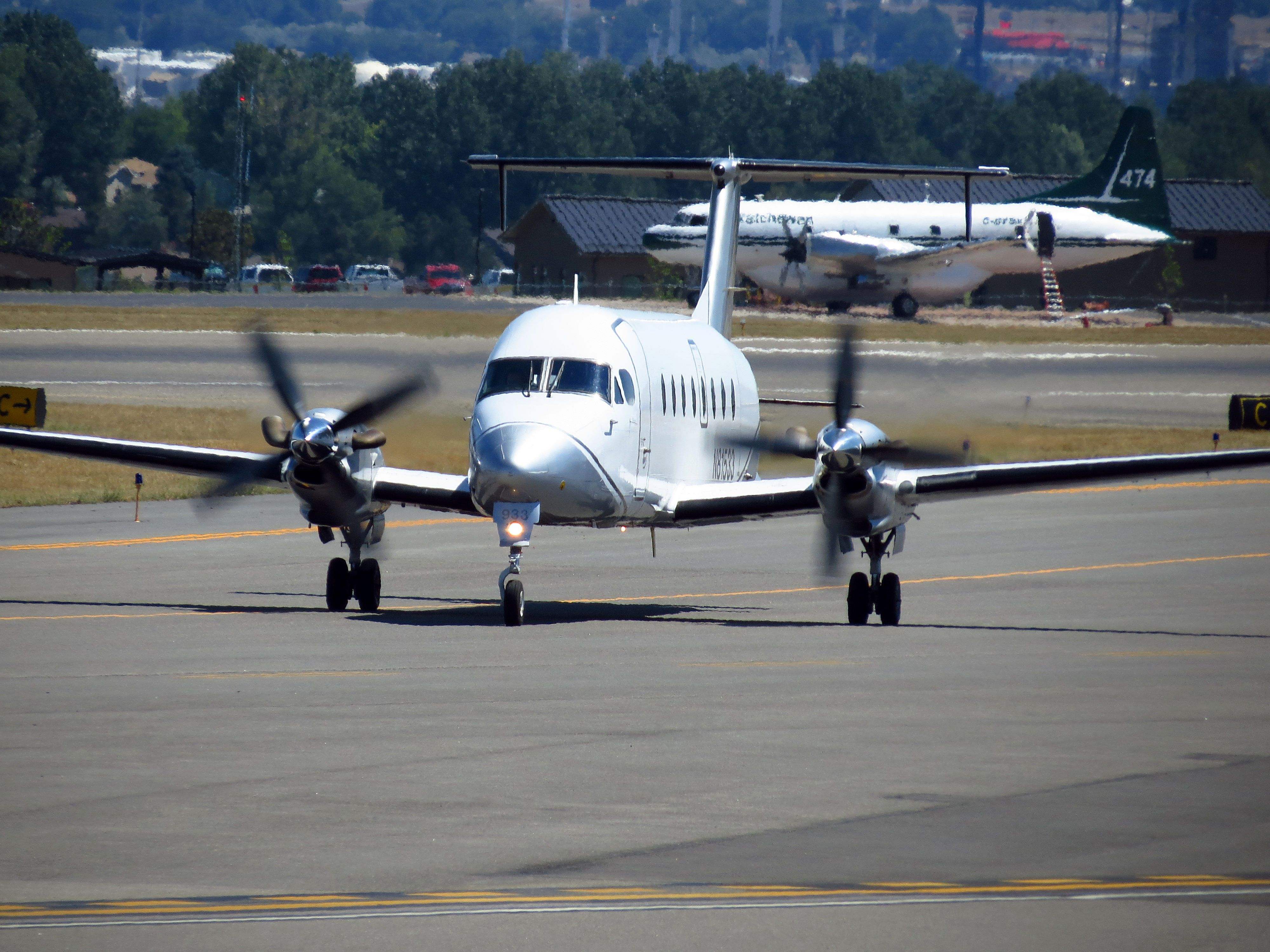
Eine Beechcraft 1900D im Jahr 2012 am Billings Logan International Airport.

Gulfstream International Airlines wurde im Oktober 1988 von einem ehemaligen Kapitän der Eastern Airlines während eines Pilotenstreiks bei Eastern Airlines gegründet und startete ihren Flugbetrieb am 1. Dezember 1990.
Anfangs flog die Gesellschaft als Bedarfs-Taxi-Unternehmen zwischen Miami, Florida und Cap-Haïtien, Haiti. Auf Grund der schwierigen politischen Bedingungen auf Haiti wurden die Ziele auf die Bahamas verlagert. 1994 wurde ein Code-Share-Abkommen mit United Airlines (UAL Corporation) geschlossen. Im August 1998 übernahm G-Air Holdings die Paradise International Airlines.
2004 wurde ein Langzeit-Code-Share-Abkommen mit Continental Airlines geschlossen.
Am 1. Oktober 2010 fusionierten die UAL Corporation und die Continental Airlines zu den United Continental Holdings. Durch die Fusion wurde auch der Regionalpartner der Continental Airlines, Continental Connection, Partner von United Express. Damit ist Gulfstream International Airlines nun Partner von United Express.
2010 musste Gulfstream International Airlines Insolvenz anmelden. Anschließend kaufte Victory Park Capital einige Vermögenswerte und gründete im Mai 2011 eine neue Fluggesellschaft, welche im Außenauftritt ebenfalls den Namen Gulfstream International Airlines verwendete. Im Dezember 2011 wurde der Name in Silver Airways geändert.
2016 kaufte die Versa Capital Management eine Mehrheit vom ursprünglichen Hauptgesellschafter Victory Park Capital. Im Juni 2016 erhielt die Gesellschaft vom Verkehrsministerium die Bewilligung für Flüge nach Kuba. Ab dem 1. September 2016 wurden Flüge von Fort Lauderdale nach Clara angeboten, weitere Ziele in Kuba sollten folgen. Die Flüge nach Kuba wurden 2017 wieder eingestellt.
Von 2012 bis 2019 wurden hauptsächlich Saab 340 eingesetzt. Im Jahr 2017 wurden 20 ATR 42-600 bestellt, mit der Option auf 30 weitere Flugzeuge sowie der Möglichkeit, Bestellungen in ATR 72-600 umzuwandeln. 2018 wurde die puerto-ricanische Fluggesellschaft Seaborne Airlines übernommen. Die Auslieferung der neuen Flugzeuge begann 2019, bis zum Januar 2023 wurden jedoch nur acht neue ATR 42-600 und vier neue ATR 72-600 übernommen. Seit November 2021 werden zusätzlich Frachtflugzeuge des Typs ATR 72-500F für Amazon Air betrieben. Im September 2022 wurde die letzte Saab 340 ausgeflottet. Im Juli 2023 wurde die Zusammenarbeit mit Amazon beendet.

## Verwaltung
Der Hauptsitz der Fluggesellschaft liegt, wie schon bei Gulfstream International Airlines, in der Suite 201 des 110 Lee Wagener Buildings auf dem Gelände des Fort Lauderdale-Hollywood International Airport im gemeindefreien Gebiet des Broward County in Florida in der Nähe von Fort Lauderdale. Vorher lag der Hauptsitz in Dania Beach, also nahe bei Fort Lauderdale.

## Flugziele
Silver Airways bietet Flüge zwischen den US-Bundesstaaten Alabama, Florida, Louisiana und South Carolina an. Außerdem werden ab Fort Lauderdale und Tampa Flüge auf die Bahamas angeboten. Des Weiteren wird ein getrenntes Streckennetz ab San Juan betrieben.

## Abkommen
Silver Airways hat keine Luftfahrtallianzen mit anderen Flugunternehmen geschlossen, steht aber mit einigen Unternehmen in Interlining- und Codesharingabkommen.
Viele dieser Unternehmen sind Teil globaler Luftfahrallianzen:
- American Airlines[18]
- Copa Airlines[19]
- JetBlue Airways[20]
- United Airlines (fliegt für United Express)[20][21]

## Flotte
Bei Betriebseinstellung im Juni 2025 bestand die Flotte der Silver Airways aus acht Flugzeugen mit einem Durchschnittsalter von 7,5 Jahren:
| Flugzeugtyp | Anzahl | bestellt | Anmerkungen  | Sitzplätze | Durchschnittsalter |
| ----------- | ------ | -------- | ------------ | ---------- | ------------------ |
| ATR 42-600  | 3      |          | alle inaktiv | 46         | 6,5 Jahre          |
| ATR 72-600  | 5      |          | alle inaktiv | 70         | 8,1 Jahre          |
| Gesamt      | 8      |          |              |            | 7,5 Jahre          |